# A604 (België)
De Belgische autosnelweg A604 is een stuk snelweg van 5 kilometer lang in het zuidwesten van Luik. De snelweg verbindt de A15/E42 met de voorstad Seraing en met de grote industriezone en de N617 en N90 langs beide oevers van de Maas.
De A604 werd aangelegd tezamen met de A15/E42. In de jaren 70 van de twintigste eeuw, was er even een plan om de A604 door te trekken tot  Beaufays op de A26/E25, maar deze verbinding bleek niet zo nuttig. Als ook de A605 of R7 aangelegd zou worden tussen Cerexhe-Heuseux ten noordoosten van Luik en Beaufays, ontstond zo, tezamen met de E42 in het noorden, een Ring rond Luik.

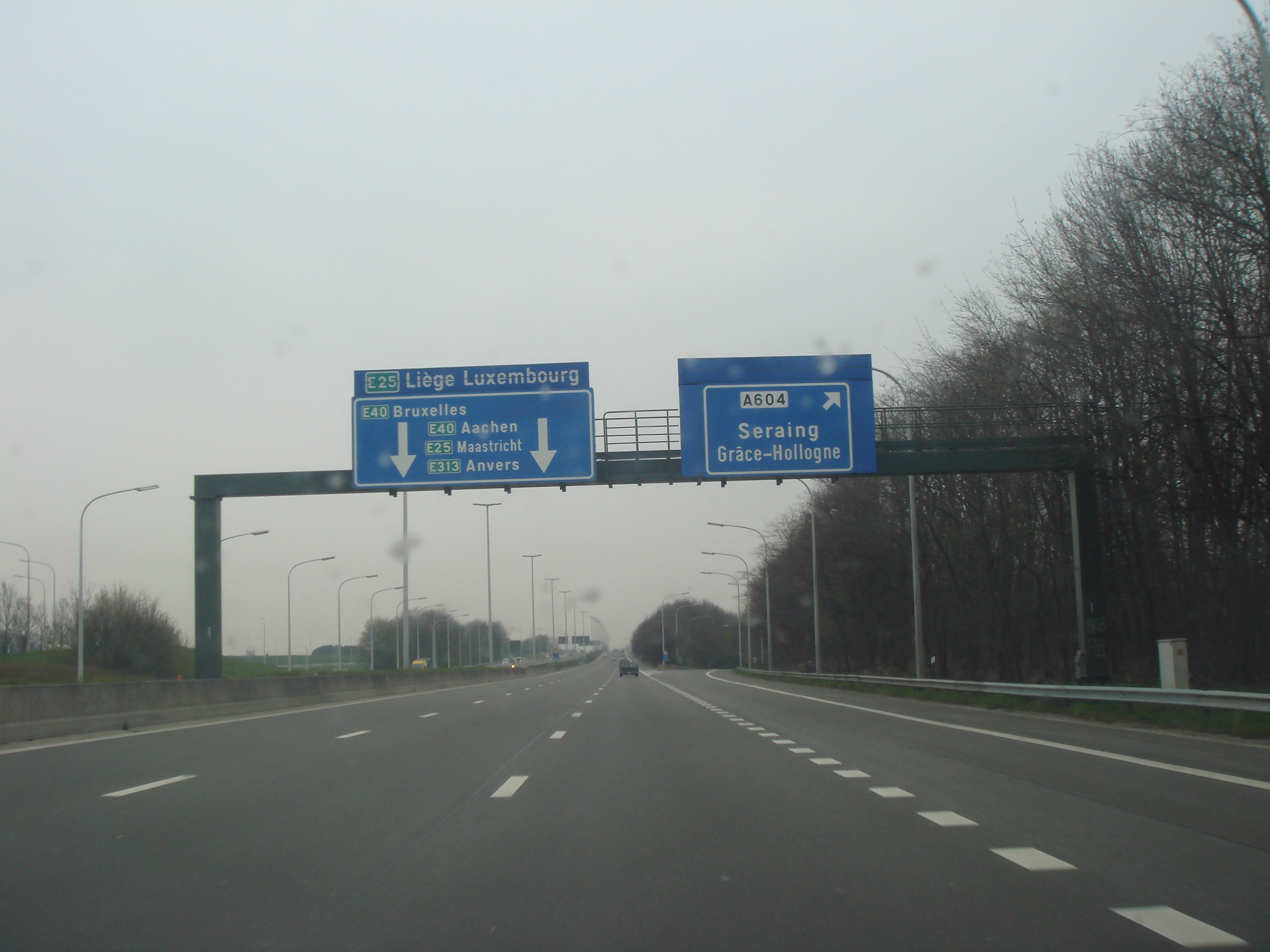
Afrit naar de A604